# Unidad Plurinacional de las Izquierdas
La Unidad Plurinacional de las Izquierdas, también llamada Coordinadora Plurinacional de las Izquierdas, fue una coalición política de Ecuador creada en 2011. Sus fundadores son dirigentes de izquierda que apoyaron el gobierno de Rafael Correa y su proyecto de Revolución Ciudadana, pero que, sin embargo, se separaron de este porque según ellos Correa «traicionó» los postulados de izquierda y se acercó a la derecha.

## Estructura
La Unidad Plurinacional estuvo conformada por 10 partidos y movimientos políticos que comulgan los postulados de Izquierda; estos son: Movimiento Popular Democrático, Pachakutik, Montecristi Vive, Partido Participación, Socialismo Revolucionario, Red Ética y Democracia, Movimiento Participa Democracia Radical, Poder Popular, Movimiento Convocatoria por la Unidad Provincial, Partido Comunista Marxista Leninista del Ecuador y movimientos sociales como el Frente Popular (UNE, FEUE, FESE, UGTE, CUBE, CONFEMEC, FEUNASSC, JRE, CUCOMITAE, UNAPE, UCAE, UAPE, JATARISHUN, UNAP). Asimismo, las Centrales Sindicales Nacionales: CEOSL, CTE y CEDOCUT (integrantes del FUT) y las organizaciones indígenas CONAIE, ECUARUNARI y CONFEUNASSC-CNC. No obstante, de estos 10 partidos y movimientos solo 2 están legalmente reconocidos por el CNE: el MPD y Pachakutik, reconocidos a nivel nacional.

## Antecedentes
En 2009 rompieron con el partido de gobierno Pachakutik y Movimiento Popular Democrático por desacuerdos con la ley de aguas y la evaluación de los maestros fiscales. En la Asamblea Nacional del Ecuador se logró conformar la Bancada plurinacional, progresista, democrática y de izquierda, conformada por asambleístas del MPD y Pachakutik. Esta alianza también se evidenció en manifestaciones, como la Marcha por la vida, iniciada el 8 de marzo de 2012 desde la región amazónica hasta Quito.

## Referéndum 2011
La Unidad Plurinacional de las Izquierdas participó en la Consulta Popular y Referéndum de 2011. En esa ocasión promovió el voto por el «No» en las preguntas 1, 2, 3, 4, 5, 6, 7, 8 y 9, y por el «Sí» en la pregunta 10; utilizó el lema «Esta vez NO, presidente», reconociendo que en elecciones anteriores habían respaldado las propuestas del presidente Correa, pero que el apoyo se había terminado. Si bien en la Consulta de 2011 ganó el «Sí», la Unidad no se disolvió sino que se propuso llegar con un candidato único de izquierda para las elecciones presidenciales de 2013, con el fin de derrotar a Correa.

## Protestas 2012
Las Protestas de 2012 en Ecuador, denominadas comúnmente Movimiento 8-M, fueron una serie de movilizaciones ciudadanas pacíficas, que iniciaron el 8 de marzo de 2012 con la convocatoria desde El Pangui, una región amazónica al sureste del país, y terminaron en Quito el 22 de marzo.
Los indígenas fueron apoyados por el Movimiento Popular Democrático, un partido de izquierda que aglutina a la Unión Nacional de Educadores (UNE) y que, al igual que la Conaie, respaldó a Correa en el inicio de su gobierno en 2007, aunque pronto pasó a la oposición.
Rafael Correa declaró que las protestas buscan desestabilizar a su gobierno y llamó a sus seguidores a «continuar movilizados hasta el 22 de marzo. ¡A resistir pacíficamente!».

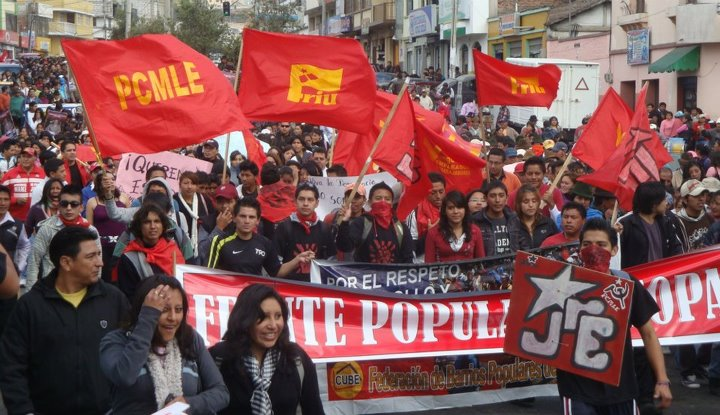
Manifestación multitudinaria organizada por el PCMLE (año 2012).

La marcha de apoyo al Gobierno concentró a miles de manifestantes provenientes de distintas partes del país, que se reunieron en un parque donde disfrutaron de espectáculos artísticos convocados para festejar el Día Internacional de la Mujer. La ministra coordinadora de Patrimonio María Fernanda Espinosa aseguró que era un día de «unidad, de lucha y de representación de la mujer ecuatoriana», y envió ese mensaje desde una tarima a miles de manifestantes que respaldaban a Correa.
El presidente Correa, el mismo día, con respecto a la marcha de la Conaie, llamó a sus partidarios a concentrarse en Quito el 22 de marzo.
La denominada «marcha por la vida», integrada por grupos indígenas, opositores al gobierno, grupos ambientalistas, grupos LGTB y estudiantes, culminó en Quito con la llegada de más de 30 000 personas en las calles la noche del jueves, tras un incidente con la fuerza pública en el exterior de la Asamblea Nacional, donde los principales dirigentes se encontraban reunidos con el presidente del Poder Legislativo Fernando Cordero Cueva.
Por su parte, los seguidores de Rafael Correa respondieron con una contramarcha para contrarrestar el efecto de unos 15 000 indígenas avanzando hacia la capital ecuatoriana. Durante la concentración realizada en la Plaza de la Independencia, simpatizantes de la coalición de gobierno Alianza País gritaron consignas en contra de los indígenas y en apoyo al mandatario.
Al dirigirse a su gente, Correa desestimó la magnitud de la marcha indígena y les calificó como provocadores. Indicó que el mismo enfrentamiento protagonizado frente a la Asamblea Nacional era el que pretendían protagonizar frente al palacio de gobierno.

## Elecciones generales 2013
La Unidad Plurinacional realizó en septiembre de 2012 sus elecciones primarias, las mismas que fueron ganadas por Alberto Acosta Espinosa, exmilitante de Alianza País y expresidente de la Asamblea Nacional Constituyente. Acosta fue proclamado Candidato Único de las Izquierdas. Marcia Caicedo, exvocal del Consejo Nacional Electoral, fue designada como binomio de Alberto Acosta.
| Resultados de las elecciones primarias |                                |       |            |
| Candidato                              | Partido                        | Votos | Porcentaje |
| Alberto Acosta                         | Montecristi Vive               | 431   | 55.8%      |
| Paúl Carrasco                          | Poder Popular                  | 119   | 15.4%      |
| Salvador Quishpe                       | Pachakutik                     | 117   | 15.1%      |
| Manuel Salgado                         | Socialismo Revolucionario      | 74    | 9.6%       |
| Lenin Hurtado                          | Movimiento Popular Democrático | 27    | 3.5%       |
| Gustavo Larrea                         | Participación                  | 5     | 0.6%       |

En los resultados electorales, Alberto Acosta obtuvo alrededor del 3 % de los votos, mientras que la Alianza obtuvo cinco escaños en la Asamblea nacional, pero todas son para los candidatos propios de Pachakutik y no cuadros propios del MPD.

## Elecciones seccionales 2014
La Unidad Plurinacional de las Izquierdas no logró consolidarse para los elecciones seccionales de 2014.